# Aleksandr Kowalewski (zapaśnik)
Aleksandr Jurjewicz Kowalewski (ros. Александр Юрьевич Ковалевский; ur. 18 maja 1974) – kirgiski i rosyjski zapaśnik w stylu wolnym w wadze 130 kg. Dwukrotny olimpijczyk. Piąty na Igrzyskach w Atlancie 1996 w kategorii do 90 kg. Ósmy w Sydney 2000. Brat Siergieja. 
Siódmy zawodnik Mistrzostw Świata w 1999. Czwarty na Mistrzostwach Azji w 1996 roku.